# Sericulus
Sericulus – rodzaj ptaków z rodziny altanników (Ptilonorhynchidae).

## Występowanie
Rodzaj obejmuje gatunki występujące na Nowej Gwinei i we wschodniej Australii.

## Morfologia
Długość ciała 24,5–27 cm; masa ciała samic 91–184 g, samców 76–183 g.

## Systematyka

### Etymologia
- Sericulus: gr. σηρικον sērikon „jedwab”, od Σηρες Sēres „ludzie, od których pozyskiwano jedwab, Chińczycy”; łac. przyrostek zdrabniający -ulus[4].
- Xanthomelus: gr. ξανθος xanthos „żółty, złoty”; μελας melas, μελανος melanos „czarny”[5]. Typ nomenklatoryczny: Coracias aurea Linnaeus, 1758.

### Podział systematyczny
Do rodzaju należą następujące gatunki:
- Sericulus chrysocephalus (Lewin, 1808) – altannik królewski
- Sericulus bakeri (Chapin, 1929) – altannik żółtoskrzydły
- Sericulus aureus (Linnaeus, 1758) – altannik złotokryzy
- Sericulus ardens (D’Albertis & Salvadori, 1879) – altannik ognisty